# Holotrichia pagana
Holotrichia pagana är en skalbaggsart som beskrevs av Hermann Burmeister 1855. Holotrichia pagana ingår i släktet Holotrichia och familjen Melolonthidae. Inga underarter finns listade i Catalogue of Life.